# Cal Pelat (Alcoletge)
Cal Pelat és una casa d'Alcoletge (Segrià) inclosa a l'Inventari del Patrimoni Arquitectònic de Catalunya.

## Descripció
Habitatge en cantonera, amb planta baixa i tres pisos, que segueix les característiques de les construccions del darrer segle als pobles de la plana de Lleida. El portal d'entrada és adovellat amb escut a la clau. Els murs són arrebossats amb emmarcaments de pedra a les finestres i algun detall de regust clàssic, també present a la composició senzilla, simètrica i contundent del conjunt.